# مقاطعة كروميشريش
مقاطعة كروميشريش (بالتشيكية: Okres Kroměříž)‏ هي مقاطعة (أوكريس) في إقليم زلين في جمهورية التشيك.
عاصمة هذه المقاطعة هي كروميشريش.

## اقرأ أيضاً
- مقاطعات جمهورية التشيك